# Seytenga (département)
Pour les articles homonymes, voir Seytenga.
Seytenga  est un département du Burkina Faso située dans la province de Séno et dans la région Sahel.
En 2006, le dernier recensement comptabilise 31 422 habitants

## Villages
- Badourlébé
- Bambary
- Bandiedaga-Gourmantche
- Bandiedaga-Lerel
- Banguel-Daou
- Banguel-Daou-Didiole
- Bellaré
- Foufou
- Hakoundel
- Inagabou
- Keindabé
- Kourakou
- Lamana
- Ouro-Ahidjo
- Ouro-Daka
- Ouro-Foni
- Oussaltan-Banguel-Daou
- Oussaltan-Dongobé
- Petel-Habé
- Petel-Karkallé
- Séno-Tiondi
- Seytenga, chef-lieu
- Sidibébé
- Soffokel
- Tandakoye
- Tao
- Yattakou